# タトラRT6
タトラRT6は、かつてチェコのプラハに存在したČKDタトラが製造した路面電車車両（タトラカー）。車軸がない独立車輪式台車がある中間車体を有する3車体連接車で、主電動機や制御装置を搭載した動力台車がある車端部分を除いた部分の床上高さが350 mmとなっている超低床電車（部分超低床電車）として開発された。RT6N1とRT6Sの2形式が製造されたが、双方とも信頼性の低さにより運用を離脱する車両が相次ぎ、2000年にČKDタトラが倒産した結果、少数の生産のみに終わった。

## RT6N1

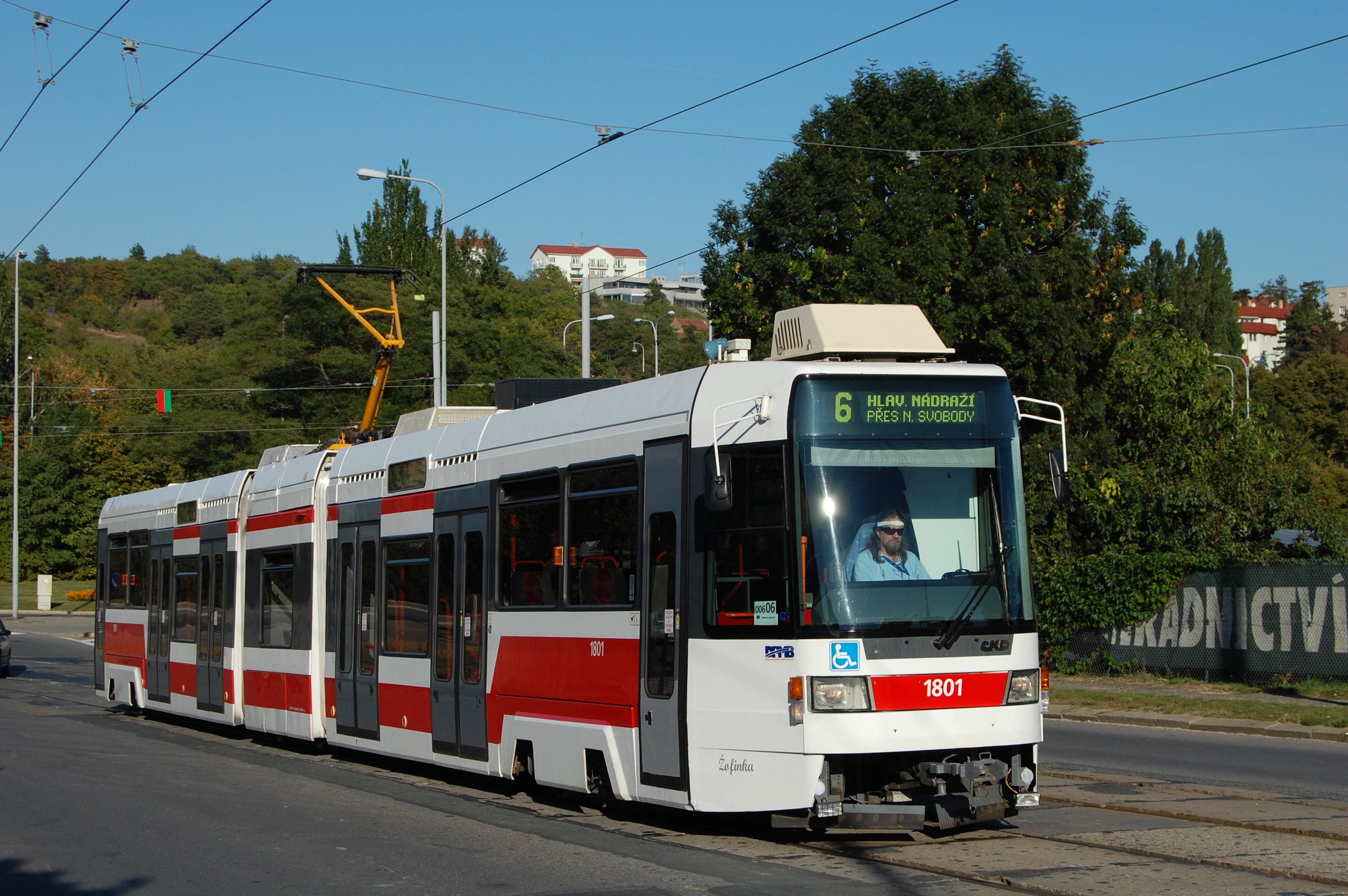
RT6N1（チェコ：ブルノ）

ČKD社が開発したIGBT素子のTV14D形電機子チョッパ制御装置を搭載した片運転台車両。チェコの2都市とポーランドの1都市に導入されたが、電気機器や乗降扉など各部に故障が相次ぎ、チェコの2都市からは運用を離脱している。その一方で、両都市からの譲渡車を含めて抜本的な改善を行ったポーランドのポズナン市電では2020年現在も近代化工事を実施した車両が営業運転に用いられている。

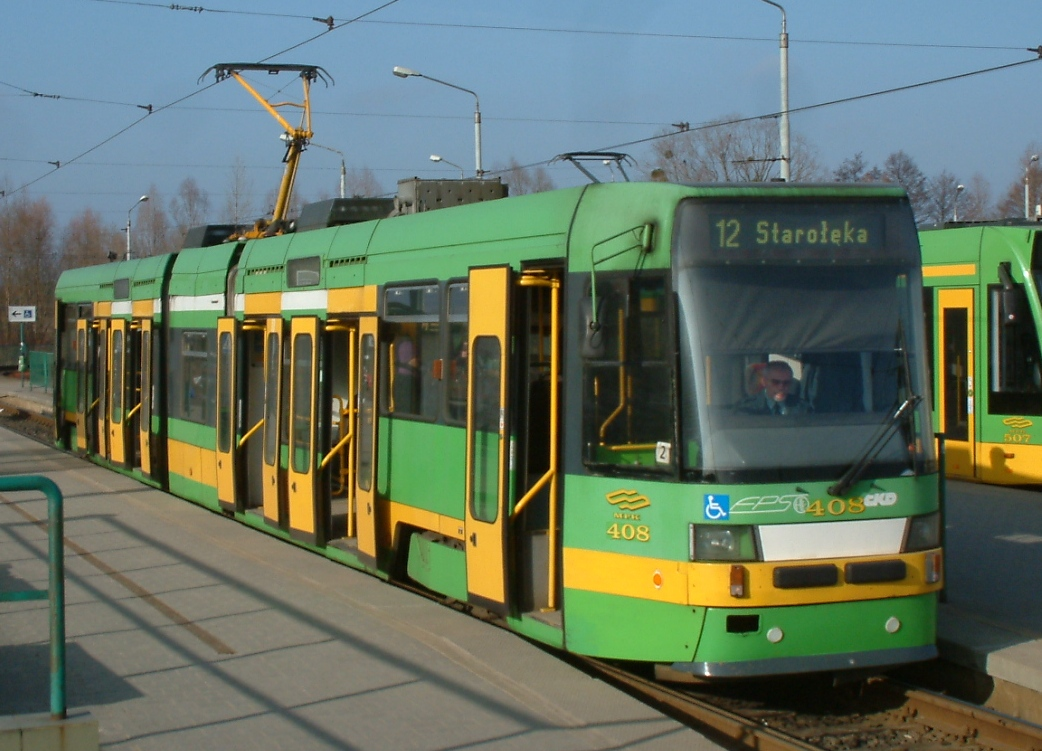
RT6N1 （ポーランド：ポズナン）
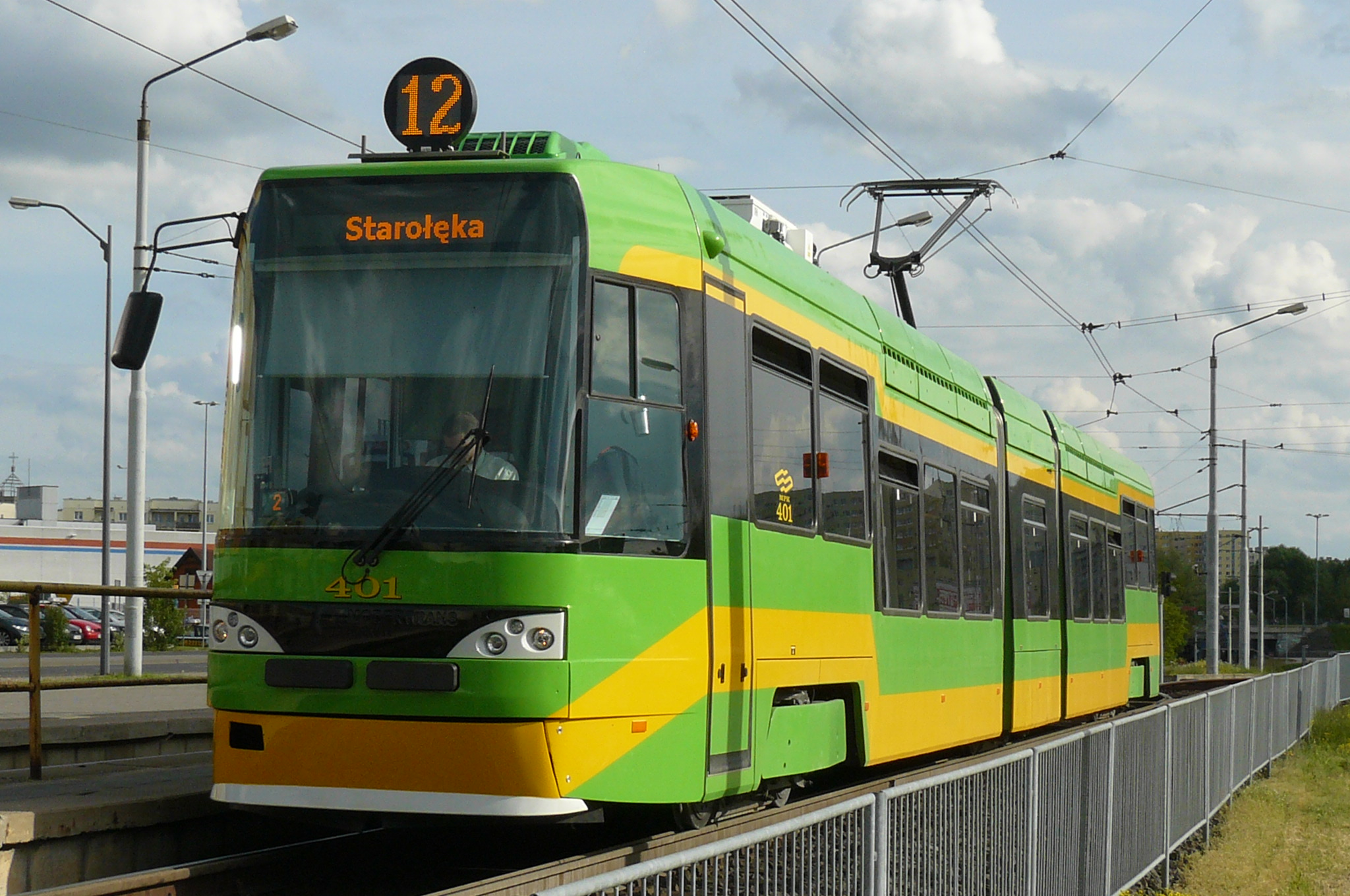
RT6 MF06 AC RT6N1の近代化工事車両 （ポーランド：ポズナン）

## RT6S
RT6N1を基に開発された部分超低床電車。片運転台の車体構造やデザインはRT6N1と共通だが、電気機器にシーメンス製のコンポーネントを採用しており、主電動機が誘導電動機に、制御装置がVVVFインバータ制御方式（IGBT素子）となった。また、動力台車もシーメンスが製造したものが用いられ、高床部分の床面高さが560 mmに抑えられた。
1996年から1997年にかけて試作車1両が製造され、同年12月にプラハ市電で試運転が実施された後、1998年からリベレツ市電で営業運転を開始した。だが、制動装置や車内の温度上昇、乗降扉や収納式スロープの故障など不具合が多発した事、シーメンス製の台車や機器の修理には多額の費用が必要だった事、そして2000年に製造元のČKDが破産した事で修理そのものが困難となった事で、2003年に運用を離脱し廃車された。
リベレツで計画されていた路面電車博物館での保存も検討されていたものの実現する事無く、10年近く車庫で保管され続けた後、2013年にヘルリコヴィツェ（Herlíkovic）のスキー場近くへ移設された。カフェやスキーのレンタル施設などスキーヤー向けの施設への改造計画があったがこちらも実現せず、2018年には再度の売却が検討されている。

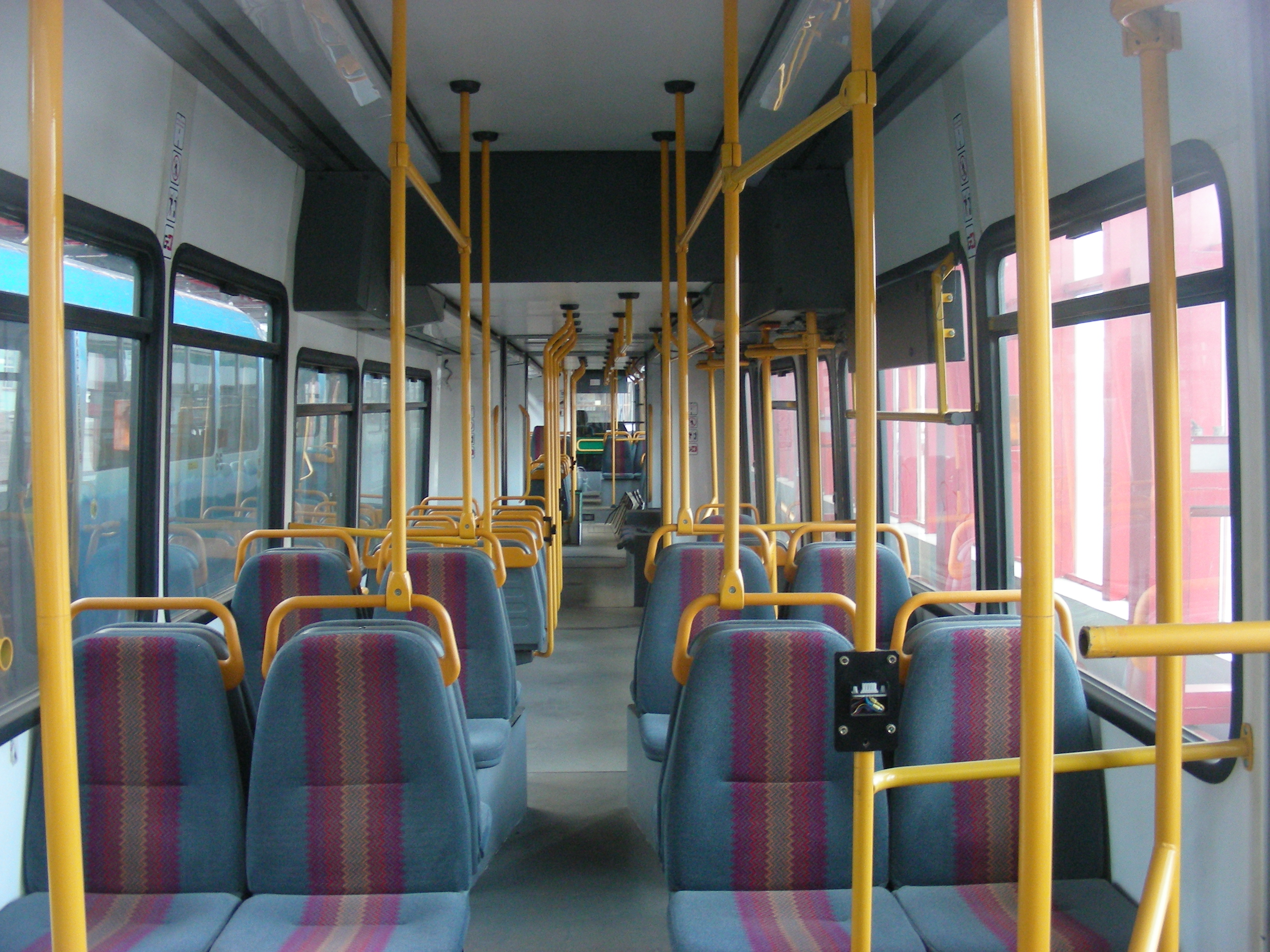
車内
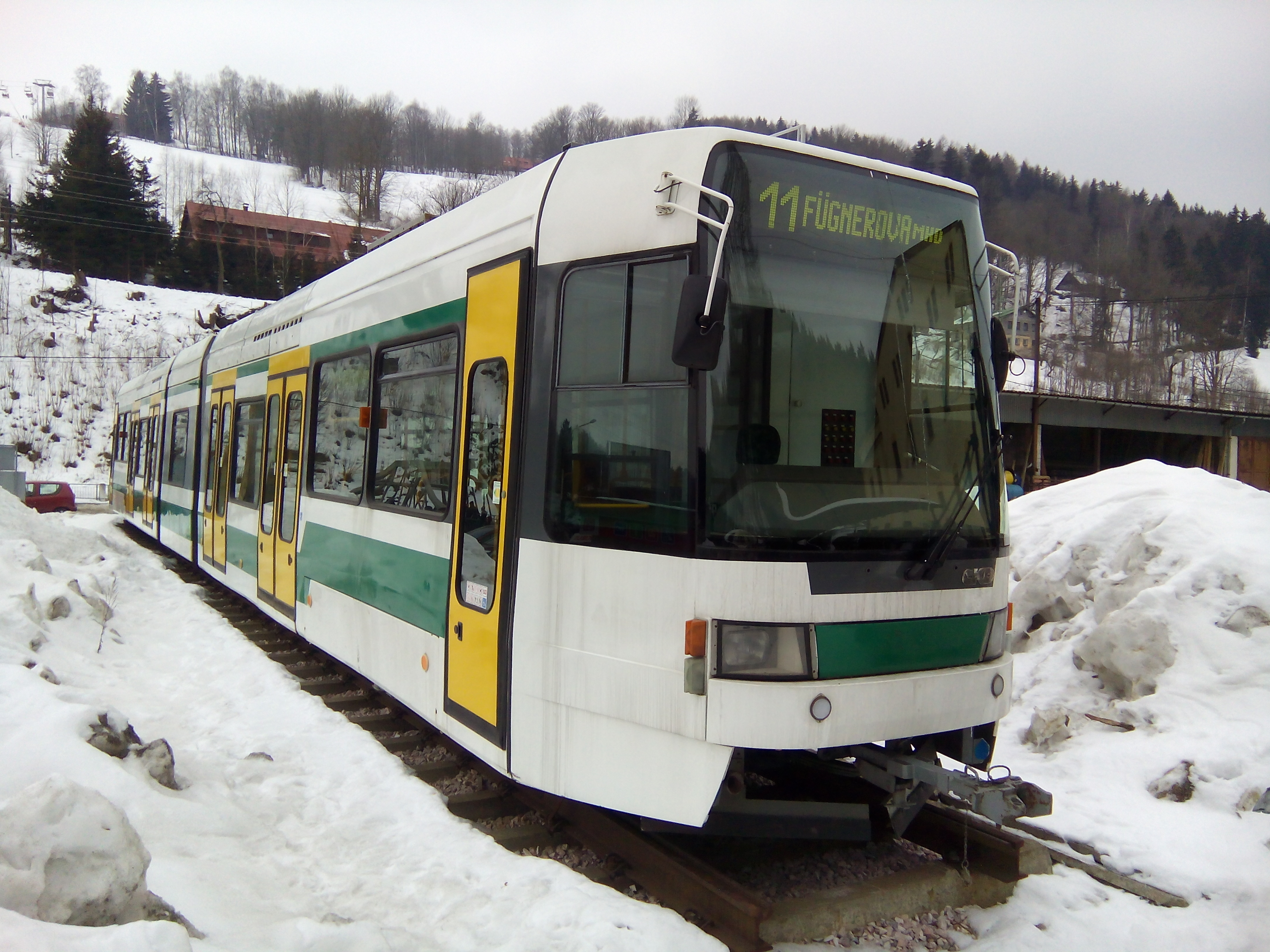
ヘルリコヴィツェに移設後のRT6S